# Coello (kommun)
Coello är en kommun i Colombia.   Den ligger i departementet Tolima, i den centrala delen av landet, 100 km väster om huvudstaden Bogotá. Antalet invånare är 9 017. Arean är 333 kvadratkilometer. Coello gränsar till Girardot.
Terrängen i Coello är huvudsakligen kuperad, men åt nordväst är den platt.